# Stelis antioquiensis
Stelis antioquiensis är en orkidéart som beskrevs av Rudolf Schlechter. Stelis antioquiensis ingår i släktet Stelis och familjen orkidéer. Inga underarter finns listade i Catalogue of Life.